# Erichem
Erichem (51° 54′ N, 5° 21′ L) é uma vila dos Países Baixos, na província de Guéldria. Erichem pertence ao município de Buren, e está situada a 5 km, a oeste de Tiel.
A área de Erichem, que também inclui as partes periféricas da cidade, bem como a zona rural circundante, tem uma população estimada em 540 habitantes.